# 傑西·李·索弗
傑西·李·索弗（Jesse Lee Soffer，1984年4月23日—）是美國的一位演員。他最著名的作品是在肥皂劇地球照轉中出演Will Munson角色，這一角色幫助他獲得三個日間艾美獎提名。他也出演了芝加哥火焰等電視劇。